# Blazsek Balázs
Blazsek Balázs (Paks, 1963. március 29. –) jegyző, jogász, szakközgazdász, Paks egykori címzetes főjegyzője.

## Élete
Általános és középiskolai tanulmányait Pakson végezte. Érettségi vizsga után egy évig volt katona. 1987-ben Pécsett szerzett a JPTE-n jogi doktori címet, majd ugyanitt 1996-ban a Közgazdaságtudomány Egyetemen másoddiplomát.
1991. január 1-től Paks város jegyzője, 2003-től címzetes főjegyzője, a római katolikus gyülekezet világi elnöke, 2000-től pedig a Paksi SE elnöke volt 2024-ig.
Nős, felesége dr. Bánovics Beáta ügyvéd, két leánygyermekük született.